# Federico Sani
Federico Sani (Ferrara, 25 maggio 1893 – Ferrara, 30 ottobre 1974) è stato un arbitro di calcio italiano.

## Biografia

### Arbitro
Inizia ad arbitrare nel primo dopoguerra nel massimo campionato italiano che fino al 1924-1925 si chiamava Prima Categoria, poi dal 1925-1926 diventerà Divisione Nazionale, per poi diventare definitivamente nel 1929-1930 Serie A e Serie B. Federico Sani dirigerà per l'ultima volta in Serie A il 18 gennaio 1931 la partita Legnano-Livorno (3-0).

### Carriera dirigente arbitrale
Fondatore e presidente della Sezione Arbitri di Ferrara dal 1920 al 1930. Quale dirigente arbitrale ha avuto una brillante carriera, dal 1928 membro effettivo del "Direttorio Regionale Emiliano", presidente del C.I.T.A. o Comitato Italiano Tecnico Arbitrale dal suo trasferimento nella capitale dal 1932 al 1939, dal 1939 al 1943 è stato presidente del Direttorio Divisioni Superiori, vale a dire il Giudice Sportivo di quei tempi, in seguito vice presidente dell'Associazione Italiana Arbitri dal 1947 al 1958 e poi presidente della Commissione Arbitri Nazionale fino al 1958. Nel 1967 ha ottenuto il riconoscimento della Stella d'oro al merito sportivo.